# Серра (Іспанія)
Серра (валенс. Serra, ісп. Serra) — муніципалітет в Іспанії, у складі автономної спільноти Валенсія, у провінції Валенсія. Населення — 3204 особи (2010).

## Географія
Муніципалітет розташований на відстані близько 290 км на схід від Мадрида, 23 км на північ від Валенсії.
На території муніципалітету розташовані такі населені пункти: (дані про населення за 2010 рік)
- Порта-Коелі: 24 особи
- Серра: 2337 осіб
- Торре-де-Порта-Коелі: 843 особи

## Демографія
Динаміка населення (INE ):

## Галерея зображень

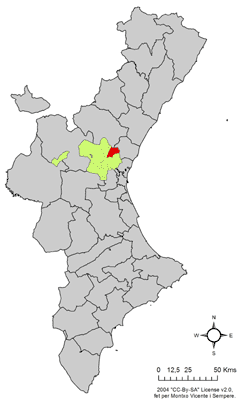
Розташування муніципалітету Серра у автономній спільноті Валенсія
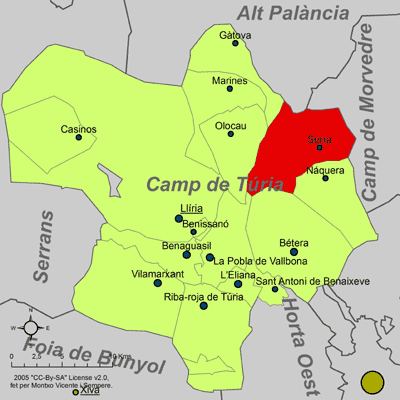
Розташування муніципалітету Серра у комарці Кампо-де-Турія